# Kasli
Kasli (Russisch: Касли) is een stad in de Russische oblast Tsjeljabinsk op de oostelijke hellingen van de Centrale Oeral tussen het Grote Kasjlimeer, Kleine Kasjlimeer, Irtjasjmeer, Soengoelmeer en het Kiretymeer op 25 kilometer van het spoorwegstation van Maoek en 138 kilometer ten noordwesten van Tsjeljabinsk. Het is het bestuurlijk centrum van het district Kaslinski en ligt ten noorden van Majak, het grootste nucleaire complex ter wereld.

## Geschiedenis
De plaats ontstond als de nederzetting Kasjlinski in 1747, bij de bouw van de "gietijzer- en ijzerwerken van A.N. Demidov" aan het Grote Kasjlimeer. De naam is afgeleid van het Tataarse hydroniem kasa (чаша: "bekken", "beker") of het Basjkierse kaz ("gans"). De fabriek van Kasjlinski werd beroemd in de 19e eeuw vanwege de artistieke manier van het ijzergieten, die werd getoond op de internationale tentoonstelling in Parijs in 1900.
Op 29 juli 1942 kreeg Kasli de status van stad.

## Economie
De stad heeft een machinebouwfabriek, een radiofabriek en een naaifabriek.

## Demografie

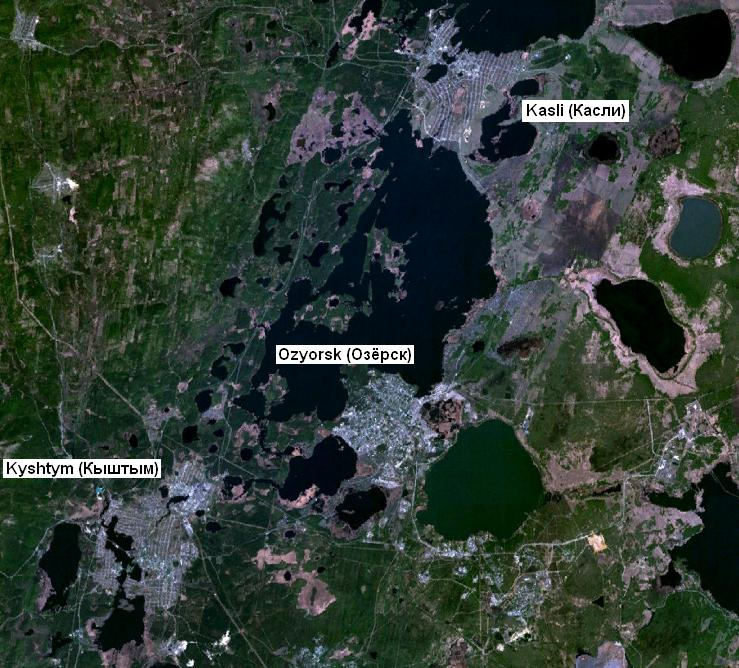
Kasli, Ozjorsk en Kysjtym

| Jaar      | 1959   | 1970   | 1979   | 1989   | 2002   |
| Bevolking | 21.800 | 20.700 | 21.200 | 27.700 | 19.100 |